# Uncieburia quadrilineata
Uncieburia quadrilineata là một loài bọ cánh cứng trong họ Cerambycidae.